# Juan Antonio Alcalá Fernández
Juan Antonio Alcalá Fernández (Madrid, 27 de juliol de 1971) és un periodista radiofònic espanyol especialitzat en esports. Dirigeix i presenta l'actualitat esportiva de La mañana de COPE. Juan Antonio Alcalá va fer pública la seva homosexualitat el juny de 2015, coincidint amb les festes de l'orgull gai de Madrid. Durant una entrevista per a El Mundo es va mostrar crític amb la pressió que s'exerceix contra els futbolistes perquè no revelin les seves veritables orientacions sexuals.
Llicenciat en ciències de la informació per la Universitat Complutense de Madrid i amb un màster en comunicació radiofònica de la Universitat de Califòrnia a Los Angeles, va realitzar les seves primeres pràctiques d'estiu en el gabinet d'estiu de la Radiocadena Española de Radio Nacional que posteriorment es transformaria en Radio 5.
Va començar de becari a la Cadena COPE el 1989, treballant a Primera Hora amb Manuel Antonio Rico i a l'informatiu nocturn Un día en España dirigit per Javier González Ferrari. Arriba a la Cadena SER el 1990, on va ser membre fundacional del programa El larguero, i després d'unes pràctiques d'estiu va passar a formar part de l'equip de Matinal SER. El 1991 és un dels enviats especials de l'emissora a la guerra del Golf, informant des d'Aràbia Saudita, l'Iraq i Kuwait. Va explicar en directe per la Cadena SER l'alliberament de Kuwait per la coalició internacional liderada pels Estats Units el febrer de 1991, en l'Operació Tempesta del Desert.
El 1993 demana passar a la redacció d'esports que llavors dirigia Alfredo Relaño. Va formar part, amb José Ramón de la Morena, de l'equip substitut de La ventana al deporte de Julio César Iglesias, i van crear un nou espai anomenat El larguero, que dirigiria De la Morena i del qual va ser, a més, membre destacat fins a la seva sortida de l'emissora.
Va ser sense fils en els partits del Reial Madrid i de l'Atlético, i va formar tàndem amb Manolo Lama, en el Carrusel deportivo de Paco González. Així mateix, formava part de l'equip d'enviats especials de l'emissora per al seguiment de la Selecció de futbol d'Espanya. Va desenvolupar la seva carrera professional en multitud d'esdeveniments: Quinze edicions de la Volta Ciclista a Espanya, deu edicions del Tour de França, 3 del Giro d'Itàlia, quatre campionats del món de futbol, quatre eurocopes de futbol, deu edicions de la final de la Champions, i dos Jocs Olímpics.
Després de la marxa de Paco González de la Cadena SER el maig de 2010, la majoria de l'equip de la redacció d'esports surt amb ell per iniciar una nova trajectòria en la Cadena COPE. Juan Antonio Alcalá passa, amb Joseba Larrañaga, a dirigir i copresentar l'espai esportiu nocturn El partido de las 12, que comptava amb la participació de la majoria de membres de l'anterior conjunt de la SER a més d'una altra sèrie de comentaristes provinents d'altres mitjans. El juny de 2012 la cadena COPE va anunciar que Alcalá deixava El partido de las 12 sense aclarir si passava a ser reporter o a presentava amb Manolo Lama el programa de la tarda.
Després de realitzar un màster en comunicació audiovisual a la Universitat de Califòrnia a Los Angeles el 2012, va tornar a les ones a la temporada 2013/2014. Es va reincorporar com a periodista de base, i va ser recol·locat juntament amb Buruaga a La mañana.
Alcalá és la veu dels esports a Herrera en COPE acompanyat de Manolo Lama i Paco González. Així mateix, s'encarrega d'oferir la informació esportiva en els butlletins informatius matinals que la COPE.